# جبهه ایستا

نماد جبهه ایستا: خط ثابت از پیکان‌های آبی متناوب که به سوی توده هوای گرم‌تر و گنبدهای قرمز به سوی توده هوای سردتر اشاره می‌کنند.

جبهه ایستایی (به انگلیسی: Stationary front) (یا جبهه شبه‌ایستا) یک جبهه هوایی یا منطقه انتقالی بین دو توده هوا است که هر دو توده هوا با سرعت بیش از ۵ گره (حدود ۶ مایل در ساعت یا حدود ۹ کیلومتر در ساعت) به سوی دیگری پیشروی می‌کنند. سطح زمین. در نقشه‌های هواشناسی، به عنوان یک خط ثابت از پیکان‌های آبی متناوب نشان داده شده‌است که به توده هوای گرم‌تر و گنبدهای قرمز رو به توده هوای سردتر اشاره دارد.